# Niccolò Brancaccio
Niccolò Brancaccio, dit le cardinal d'Albe, ou le cardinal de Cosenza (né vers 1335 à Naples en Campanie, Italie, alors dans le royaume de Naples, et mort à Florence le 29 juin 1412) est un pseudo-cardinal italien du XIVe siècle et du début du XVe siècle créé par l'antipape d'Avignon Clément VII.
Il est parent du pape Urbain VI. D'autres cardinaux de la famille sont Landolfo Brancaccio (1294), Rinaldo Brancaccio (1384), Ludovico Bonito (1408), Tommaso Brancaccio (1411), Francesco Maria Brancaccio (1633) et Stefano Brancaccio (1681).

## Biographie
Brancaccio est chanoine à Naples et auditeur à la Rote romaine. En 1366, il est nommé nonce en Italie du nord et procurateur de la reine Jeanne Ire de Naples. En avril 1367 il est nommé archevêque de Bari et en 1377 il est transféré  à Cosenza. Son successeur dans la capitale des Pouilles est, sur des recommandations, Bartolomeo Prignano, futur Urbain VI. Il joint l'obédience de l'antipape Clément VII et devient régent de la chancellerie apostolique.
L'antipape Clément VII le crée cardinal lors du consistoire du 18 décembre 1378. En 1379,il est chanoine à Lyon et en 1391 il est nommé vice-chancelier de la Sainte-Église. En 1398, il quitte pour une courte période l'obédience d'Avignon et en 1408 il quitte de nouveau l'obédience de l'antipape Benoît XIII et il est déposé. Il assiste au concile de Pise. Brancaccio est aussi chanoine et archidiacre  du chapitre de Narbonne, chanoine d'Aix et Fréjus et prévôt de Barjois, dans le diocèse de Fréjus. Il est nommé légat de l'antipape Jean XXIII à Naples.
Brancaccio participe au conclave de 1394, à l'issue duquel l'antipape Benoît XIII est élu, et aux conclaves de 1409 (élection de l'antipape Alexandre V) et de 1410 (élection de l'antipape Jean XXIII).